# Lanovîci, Sambir
Lanovîci (în ucraineană Лановичі) este un sat în comuna Peanovîci din raionul Sambir, regiunea Liov, Ucraina.

## Demografie
Componența lingvistică a localității Lanovîci
     Ucraineană (9,04%)
Conform recensământului din 2001, majoritatea populației localității Lanovîci era vorbitoare de polonă (90,96%), existând în minoritate și vorbitori de ucraineană (9,04%).